# Caius Coelius Caldus
Sauf précision contraire, les dates de cet article sont sous-entendues « avant l'ère commune » (AEC), c'est-à-dire « avant Jésus-Christ ».
Caius Coelius Caldus est un homme politique de la République romaine, appartenant à la mouvance des populares. Avec l'aide de Titus Manlius Mancinus, il contribue à l'accession de Marius à son premier consulat. Il est lui-même ensuite consul en 94 av. J.-C.

## Biographie
Homo novus, il est le premier de sa famille à accéder au cursus honorum. Lors de son tribunat de 107, lui et le tribun Mancinus font alliance avec Marius, afin de faire élire ce dernier à son premier consulat. Mancinus fait également voter une loi transférant la direction de la guerre de Jugurtha, alors assumée par Quintus Caecilius Metellus Numidicus, à Marius qui la terminera, s'en servant ensuite comme d'un tremplin dans sa carrière politique. Toujours au cours de ce tribunat, Caldus est l'auteur d'une loi, la lex caelia tabellaria, qui introduit le vote à bulletin secret lors des procès de haute trahison, ce qui réduit le contrôle de la noblesse sur ce type de scrutin.
Il est préteur en 99, puis propréteur dans la province d'Hispanie citérieure.
En 95, Caldus est élu au consulat pour 94, avec Lucius Domitius Ahenobarbus pour collègue. Quoiqu'il soit homo novus, il bat deux candidats qui lui étaient supérieurs par leur noblesse.